# ナス物産
ナス物産株式会社（なすぶっさん、英文名称：NAS TRADING CO.,LTD.）は、東京都中央区日本橋大伝馬町に本社をおく、日本冶金工業（NAS）グループのステンレス商品を中心とした専業メーカー並びに専門商社である。

## 概要
ステンレス専業メーカーとして国内最大手である日本冶金工業の連結子会社である。NASブランドのステンレス特殊鋼・ステンレス加工品、ステンレス鋼製造のための原料・資材（フェロアロイ、スクラップなど）を扱う、ステンレス鋼の専門商社。「NAS（ナス）」とは、「Nippon-Yakin Austenite Stainless Steel」の略で、日本冶金工業が製造するステンレス鋼の商標。社名はこれに由来する。
明治5年（1872年）に創業された「上野半兵衛商店」が前身で、その後、1954年に日本冶金工業の系列に入り、1978年には現社名に変更した。
北海道から九州まで日本全国を網羅する営業網を構築しており、また2つのコイルセンター（中部＝愛知県、関西＝大阪府）を保有し、加工機能を有した専門商社という点が大きな特長である。

## その他
当社と同じく上野半兵衛商店を前身に持つステンレス専門商社に、株式会社UEXがある。UEXの現在の小田保中名誉会長の曽祖父が、上野半兵衛商店創始者・上野半兵衛だが、1950年に上野半兵衛商店の上野雄司・専務取締役らが「株式会社雄司商店」を設立したことにより、枝分かれした。

## 事業所
- 本社：東京都中央区日本橋大伝馬町14-17（田村駒東京ビル）
- 営業本部
- - 東京支店：東京都中央区日本橋大伝馬町14-17（田村駒東京ビル）
  - 北海道営業所：札幌市中央区北1条西5丁目2-7（札幌興銀ビル）
  - 東北営業所：仙台市太白区鹿野327-17-102（フレール仙台長町南）
- - 北関東支店 埼玉営業所：埼玉県川口市芝4513-4
  - 北関東支店 多摩営業所：埼玉県入間市下藤沢1097（フジックスレンタルスペースD棟）
  - 北関東支店 宇都宮営業所：栃木県宇都宮市宝木本町2052-12
- - 名古屋支店：愛知県小牧市大字下末字五反田422-1
  - 静岡営業所：静岡市清水区西大曲町6-1
  - 北陸営業所：石川県金沢市北安江1-3-24（ピュア金沢）
- - 大阪支店：大阪府堺市東区八下町2-36
  - 広島営業所：広島市中区鉄砲町8-18（広島日生みどりビル）
  - 四国営業所：香川県坂出市駒止町1-1-11（JA香川県坂出支店ビル）
  - 九州営業所：福岡県朝倉市屋永4225-3
- 加工事業部
  - 中部加工センター：愛知県小牧市大字下末字五反田422-1
  - 関西加工センター：大阪府堺市東区八下町2-36
- 海外
  - 上海事務所（那斯物産株式会社）

## 経営
- 代表取締役社長：桜井 博邦（さくらい・ひろくに　1950年生まれ、成蹊大学卒、日本冶金工業出身）

## 株主
- 日本冶金工業 - 100%の株式を保有する筆頭株主であり、親会社。

## 沿革
- 1872年 - 東京・神田材木町にて上野半兵衛が、当社の前身である鉄鋼商上野半兵衛商店を創業。
- 1938年 - 特殊鋼第2次製品協会指定問屋、中間鋼指定問屋、磨帯鋼指定問屋等、各種の指定を受ける。
- 1946年 - 法人化し、上野産業株式会社となる。
- 1954年 - 日本冶金工業のグループ会社となる。
- 1959年 - 日本冶金工業の国内総代理店となり、上半商事株式会社に改称。
- 1978年 - 社名をナス物産株式会社に変更。
- 1999年 - 物流を担っていたナスロジテム株式会社と合併し、商流と物流を一元化。
- 2000年 - 加工機能を有した顧客密着型の営業展開をはかるため、日本冶金工業グループのコイルセンターである株式会社ナビック[2]と合併。
- 2003年 - 環境マネジメントシステムISO14001の認証を取得。
- 2005年 - 上海事務所（那斯物産株式会社）を開設。
- 2006年 - 品質マネジメントシステムISO9001の認証を取得。

## ナス物産グループ
- 日本ステンレス加工株式会社（本社：さいたま市岩槻区鹿室559）
- 大栄鋼業株式会社（本社：さいたま市岩槻区大野島23-1）
- 堀池ステンレス株式会社（本社：静岡市清水区西大曲6-37）
- 富山鋼業株式会社（本社：富山県富山市北新町2-1-17）
- 株式会社マブチステンレス（本社：香川県高松市太田下町1427-2）
- 三豊金属株式会社（本社：岡山県都窪郡早島町八尾845）
- 北九州ステンレス販売株式会社（本社：福岡県北九州市小倉北区西港町94-18）